# Фуентес-де-Андалусія
Фуе́нтес-де-Андалу́сія (ісп. Fuentes de Andalucía) — муніципалітет в Іспанії, у складі автономної спільноти Андалусія, у провінції Севілья. Населення — 7309 осіб (2010).
Муніципалітет розташований на відстані близько 360 км на південний захід від Мадрида, 60 км на схід від Севільї.
У квітні 2022 року містечко тиждень носило назву Україна на знак солідарності з боротьбою українського народу проти російських загарбників у Російсько-українській війні. Одночасно з містом були тимчасово перейменовані декілька вулиць, які назвали на честь українських міст, що тримають героїчну оборону: Києва, Харкова, Маріуполя, Херсона й Одеси.

## Демографія
Динаміка населення (INE ):